# Geisel Library

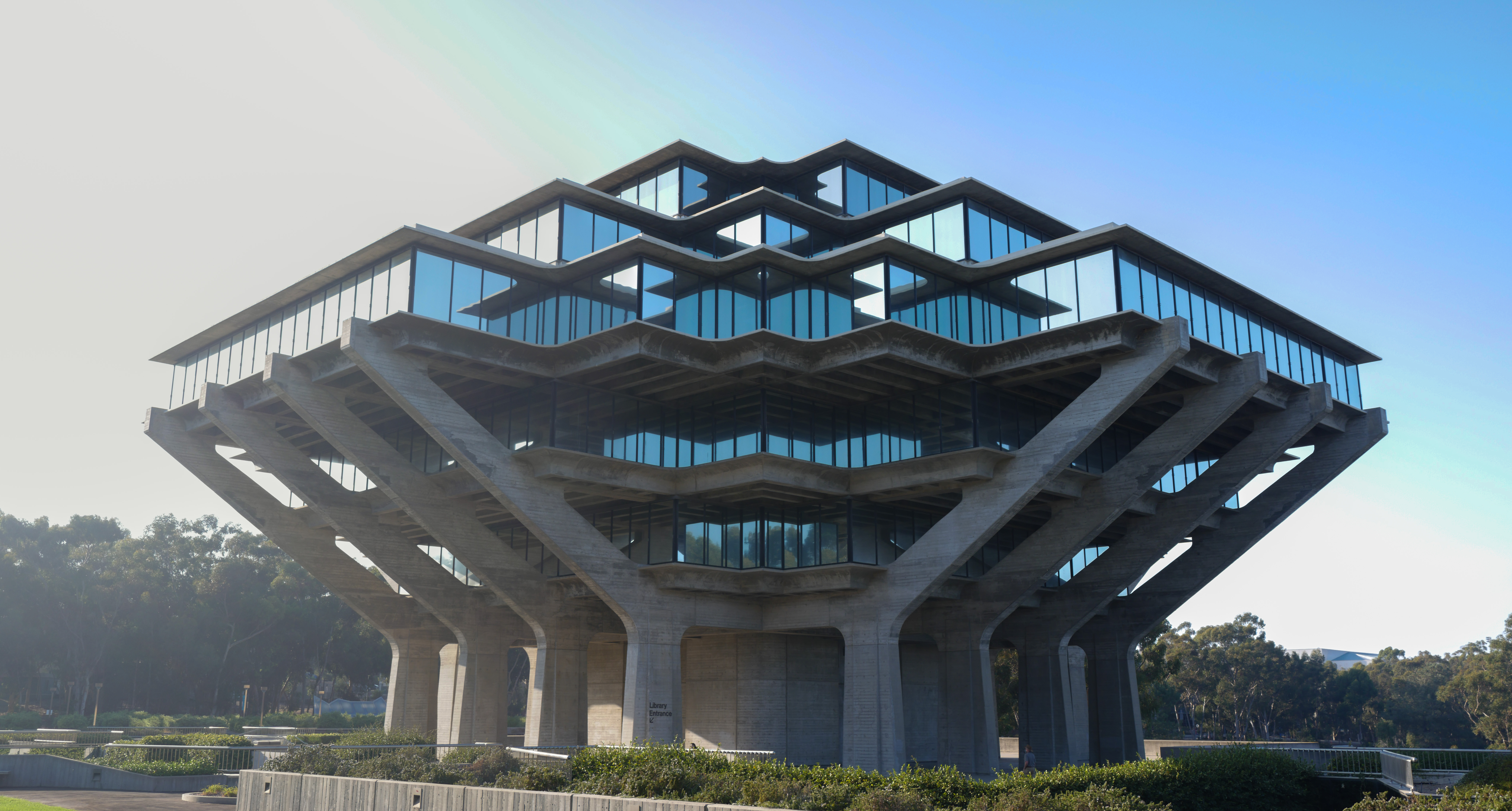
Geisel Library

Die Geisel Library ist ein Bauwerk im Stil des Brutalismus. Sie befindet sich auf dem Campus der University of California, San Diego, und beherbergt eine der Bibliotheken der Universität. Entworfen wurde sie von William Pereira. Sie wurde 1970 eröffnet. Ihren Namen trägt sie zu Ehren von Theodor Seuss Geisel und seiner Frau.